# Bogumil Goltz

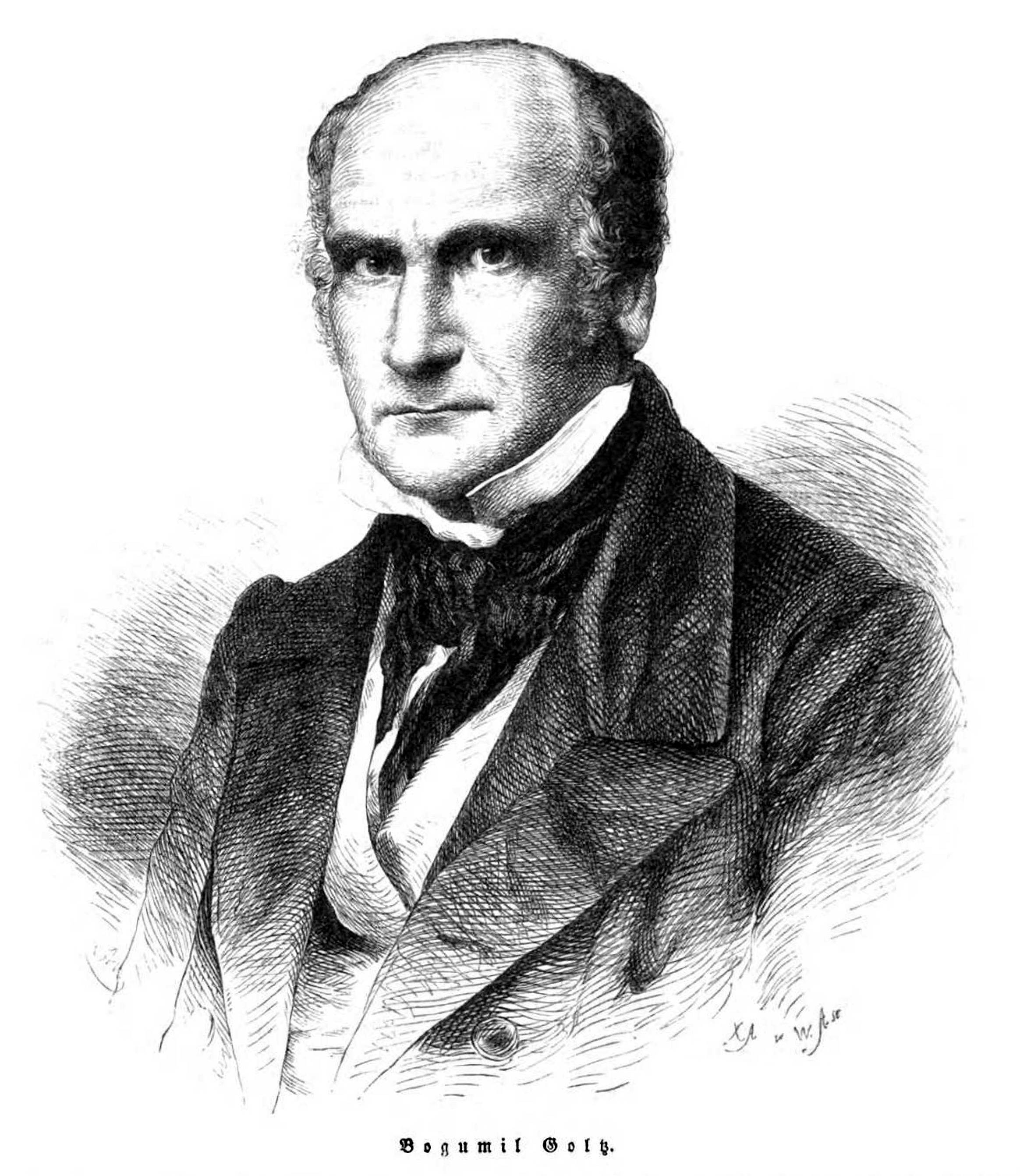
Bogumil Goltz

Bogumil Goltz (* 20. März 1801 in Warschau; † 12. November 1870 in Thorn) war ein westpreußischer humoristisch-pädagogischer Schriftsteller.

## Leben
Bogumil Goltz wurde als Sohn eines preußischen Verwaltungsbeamten, geboren, der im zu jener Zeit unter preußischer Verwaltung stehenden Warschau als Direktor des Stadtgerichts tätig war. Er verließ schon mit sieben Jahren das Elternhaus, wohnte bei einer Freundin der Familie in Königsberg und erhielt seine Bildung auf dem Gymnasium Marienwerder und in Königsberg, erlernte 1817–21 in der Nähe von Thorn die Landwirtschaft, hörte darauf an der Universität in Breslau philosophische, philologische und theologische Vorlesungen. Auf Wunsch seines erkrankten Vaters brach er jedoch sein Studium ab und übernahm die Bewirtschaftung des Familienbesitzes, das Gut Lissowo in der Nähe von Thorn, was ihm nach dem baldigen Tod des Vaters als Erbe zufiel. Als Landwirt hatte Goltz nur wenig Glück und musste schließlich das Gut verkaufen. Danach pachtete er nacheinander mehrere Güter in Polen und Preußen ohne Erfolg und ließ sich endlich 1830 mit den geretteten geringen Resten seines Vermögens in dem Städtchen Gollub nieder. Von dem kleinstädtischen Philistertum der Bürger schwer bedrückt, brach er mit seinem bisherigen Leben radikal, wurde Schriftsteller und siedelte 1847 nach Thorn über.
Die letzten Jahrzehnte seines Lebens hat Goltz sich ausschließlich mit literarischen Arbeiten beschäftigt und, nach den Begriffen der damaligen Zeit, ausgedehnte Reisen durch Deutschland, Frankreich, England, Italien und bis nach Ägypten unternommen. Unterwegs in Deutschland hielt er auch Vorträge zu den Themen seiner Werke. Er starb am 12. November 1870 in Thorn und wurde dort begraben.
In allen seinen Werken zeigt sich Goltz als realistischer Sonderling. Wie Rousseau Feind der zur Unnatur gesteigerten Kultur, möchte er, wie dieser, durch radikale Umgestaltung des Erziehungswesens ein kräftigeres Geschlecht und ein neues geistiges Leben der Menschheit anbahnen. Naturwahr bis zum Äußersten, so dass er selbst vor dem Zynischen nicht zurückscheut, wird er bei Darlegung seiner Ideen durch den Mangel an künstlerischer Abrundung und die Fülle ungeordneter Gedankenmassen oft ungenießbar. In seiner Schilderung virtuoser Kleinmaler, in seiner Beurteilung durchaus moralischer und politischer Rigorist, schöpft er aus den Details des wirklichen Lebens, schwärmt für patriarchalische Sitte und fühlt sich nur da sympathisch berührt, wo ihm naturwüchsige Kraft und Derbheit entgegentritt.

## Werke (Auswahl)
- Buch der Kindheit (Frankfurt 1847; 4. Aufl. Berlin 1877)
- Deutsche Entartung in der lichtfreundlichen und modernen Lebensart (Frankfurt 1847)
- Das Menschendasein in seinen weltewigen Zügen und Zeichen (Frankfurt 1850, 2 Bde.; 2. Aufl., Berlin 1867)
- Ein Jugendleben. Biographisches Idyll aus Westpreussen. (Brockhaus, Leipzig 1852)
- Ein Kleinstädter in Ägypten (Berlin 1853; 3. Aufl. 1877)
- Der Mensch und die Leute (Berlin 1858, 5 Hefte)
- Zur Naturgeschichte und Charakteristik der Frauen (Berlin 1858, 5. Aufl. 1874)
- Zur Physiognomie und Charakteristik des Volkes (Berlin 1859)
- Die Deutschen, ethnographische Studien (Berlin 1860, 2 Bde.; 2. Aufl. unter dem Titel: Zur Geschichte und Charakteristik des deutschen Genius, 1864)
- Typen der Gesellschaft (Berlin 1860, 2 Bde.; 4. Aufl. 1867)
- Feigenblätter, eine Umgangsphilosophie (Berlin 1862–64, 3 Bde.)
- Die Bildung und die Gebildeten (Berlin 1864, 2. Aufl. 1867)
- Die Weltklugheit und die Lebensweisheit mit ihren korrespondierenden Studien (Berlin 1869, 2 Bde.)
- Vorlesungen (Berlin 1869, 2 Bde.)

### Neuausgaben (Auswahl)
- Aus Bogumil Goltz' Schriften. Hrsg. von Philipp Stein. 2 Bde. Reclam, Leipzig, 1901–1907
- Auswahl aus seinen Schriften. Hrsg. u. eingeleitet von Fritz Lienhard. Greiner u. Pfeiffer, Stuttgart [1904]. (Bücher der Weisheit und Schönheit.)
- Buch der Kindheit. Hrsg. von Karl Muthesius. Beyer, Langensalza, 1908. (Bibliothek pädagogischer Klassiker; 43.)
- Das Paradies der Kindheit. Erinnerungen u. Eindrücke. Hrsg. von Georg Weberknecht. Lutz, Stuttgart, 1922.
- Buch der Kindheit. Hrsg. von Friedhelm Kemp. Kösel, München, 1964.
- Kindheit in Warschau und Königsberg. Hrsg. von Marek Zybura. Nicolai, Berlin, 1992. (Deutsche Bibliothek des Ostens.) ISBN 3-87584-397-5

## Auszeichnungen
- Verleihung eines Ehrensoldes durch Friedrich Wilhelm IV.[2]